# Matt Terwilliger
Matthew Terwilliger (* 7. September 1985 in Troy, Ohio) ist ein ehemaliger US-amerikanischer Basketballspieler. Nach seinem Studium spielte er für drei Jahre in der deutschen Basketball-Bundesliga für die in Westfalen beheimateten Vereine aus Paderborn und Hagen. Nach insgesamt 103 Bundesliga-Einsätzen war er noch kurz im finnischen Joensuu aktiv. Terwilligers Spielweise entsprach mehr dem Typus eines Forwards. In der Bundesliga-Saison 2009/10 waren mehr als 40 % seiner Wurfversuche von hinter der Dreipunktelinie, die er mit 40 % Treffsicherheit versenkte, was einer guten Quote für solche Art von Wurfversuchen entspricht.

## Karriere
Terwilliger spielte als Schüler für die Mannschaft der Troy High School. Er erhielt Angebote mehrerer Universität, den Ohio State University, Xavier University, University of Dayton und University of Cincinnati. Terwilliger wechselte an die Ohio State University. Er bestritt insgesamt 118 Spiele für die Hochschulmannschaft und erzielte im Durchschnitt 2,4 Punkte je Begegnung. Im Laufe seiner Zeit an der Ohio State University war Terwilliger Mannschaftskamerad späterer NBA-Spieler wie Greg Oden, Mike Conley Jr. und Kosta Koufos.
Terwilliger wurde Berufsbasketballspieler und wechselte zu den Paderborn Baskets in die deutsche Bundesliga. In seiner ersten Saison als Ergänzungsspieler erreichte die Mannschaft zum ersten Mal in ihrer Geschichte die Play-offs um die deutsche Meisterschaft. Beim finanziell angeschlagenen Verein blieb Terwilliger der einzige Spieler neben deutschen Nachwuchsspielern, der auch in der folgenden Saison für die Ostwestfalen auflief. In seinem zweiten Jahr in Paderborn stieg die Einsatzzeit des US-Amerikaners um durchschnittlich 20 Minuten je Begegnung. Dennoch konnte auch Terwilliger den Abstieg der Ostwestfalen nicht verhindern.
Nach dem Abstieg der Paderborn Baskets 2010 schloss er sich für die Saison 2010/11 Phoenix Hagen an. Hagen hatte sich als Aufsteiger der Vorsaison den Klassenerhalt gesichert. Nach einer Spielzeit verließ er den Verein und wechselte zum Kataja Basket Club ins finnische Joensuu. Der Verein verlängerte jedoch nach drei Meisterschaftsspielen den Probevertrag nicht.
Er kehrte in sein Heimatland zurück. Terwilliger wurde im Finanzwesen tätig und gründete ein Unternehmen für Vermögensberatung.